# Caraguata fiebrigi
Caraguata fiebrigi es un coleóptero de la familia Chrysomelidae.
Fue descrita científicamente por primera vez en 1956 por Bechyne.